# Crying in the Chapel
Crying in the Chapel ist ein Popsong, der in drei verschiedenen Versionen den Status als Millionenseller erhielt, von denen die Version Elvis Presleys die erfolgreichste war.

## Entstehungsgeschichte
Charles Artice „Artie“ Glenn ist der Komponist dieses Songs, der durch Elvis Presley einem breiten Publikum bekannt gemacht wurde. Glenn hat nur diesen einen Song komponiert. Die Inspiration für diesen gospelähnlichen Song kam Artie Glenn während der Erholungsphase nach einer Operation, als er sich näher bei Gott fühlte und er beim Kirchgang den Tränen nahe war.

## Erste Millionenseller

June Valli - Crying in the Chapel
Orioles - Crying in the Chapel
Elvis Presley - Crying in the Chapel

Darrell Glenn, der Sohn des Songautoren Artie Glenn, gilt als Originalinterpret (Valley Records #105), denn er hat den Song vor Juni 1953 mit den Rhythm Riders aufgenommen. Er kam im Juli in die Country-Hitparade, wo er einen vierten Rang erreichte und innerhalb von zwei Monaten 15.000 Exemplare verkaufen konnte. Country-Sänger Rex Allen hat den Song erstmals am 5. Juni 1953 aufgenommen (Decca #28758) und konnte ihn nach Veröffentlichung im Juni 1953 auf Rang vier der Country- und Rang acht der Pop-Charts platzieren, bevor June Valli am 11. Juni 1953 nachzog (RCA Victor #5368) und bis zur Nummer vier der Popcharts hochkletterte. Die Orioles waren hiermit am 30. Juni 1953 im Tonstudio (Jubilee #45-5122). Ihre Version kam im Juli 1953 auf den Markt; sie erreichten hiermit den ersten Rang der Rhythm-&-Blues-Hitparade, den sie für fünf Wochen innehatten und nahmen hiermit # 11 der Pop-Hitparade ein. Allens Original verkaufte 928.000 Exemplare bis Ende 1953, bevor es Anfang 1954 den Status eines Millionensellers erhielt. Den Orioles brachte ihre Version ebenfalls Millionenseller-Status ein.

## Elvis Presley
Elvis coverte den Song erstmals am 30. Oktober 1960 für das vorgesehene Album His Hand In Mine. Das Elvis-Management fragte den Komponisten Artie Glenn, ob er 50 % seiner Rechte an den Musikverlag Elvis Presley Music abtreten wolle, schließlich werde Elvis den Song veröffentlichen und ihm erneut zu Erfolg verhelfen. Glenn lehnte dieses vom Elvis-Management oft praktizierte „Cut In“ ab. Daher verblieb der Song unveröffentlicht im RCA-Archiv. Erst am 6. April 1965 kam es zur Veröffentlichung, und der von Elvis intensiv vorgetragenen Song erreichte Rang drei der Pop-Charts. Es war für Elvis der erste Top-Ten-Hit seit zwei Jahren und auch sein letzter für weitere vier Jahre. Von seiner Single wurden bis Ende 1965 insgesamt in den USA 1.732.000 Exemplare verkauft, weltweit waren es ca. 3,7 Millionen.

## Weitere Coverversionen
Crying in the Chapel erhielt einen BMI-Award und wurde dem BMI zufolge 16 mal gecovert. Insgesamt 82 Versionen werden bei Coverinfo registriert (Stand März 2022).
Erwähnenswert sind vor allem die Versionen von Ella Fitzgerald (September 1953; Rang 15 der Pop-Hitparade) und Art Lund (September 1953; Nr. 23). Auch Eddy Arnold (LP The Chapel On The Hill; 1955), Roy Hamilton (LP Warm Soul; 1963) oder Little Richard (Atlantic 2181; April 1963 Nr. 119 der Bubbling under the Hot 100-Hitparade) haben den Song aufgegriffen. Zu den Künstlern, die Crying in the Chapel gecovert haben, gehören:
- 1953: Eddy Arnold
- 1953: Ella Fitzgerald
- 1953: June Valli
- 1953: Ken Griffin
- 1953: Lee Lawrence
- 1953: Nelly Wijsbek
- 1953: Rex Allen
- 1953: Snooky Lanson
- 1953: The Orioles
- 1958: Margaret Whiting
- 1959: Sonny Til & The Orioles
- 1961: Johnny Burnette
- 1962: Mahalia Jackson
- 1963: Roy Hamilton
- 1963: The Platters
- 1963: The Velvets
- 1964: Santo & Johnny
- 1965: Al Martino
- 1965: Elvis Presley with The Jordanaires
- 1965: Hugo Winterhalter & his Orchestra (Instrumental)
- 1965: Redd Wayne
- 1966: Billy Vaughn & his Orchestra (Instrumental)
- 1967: Jim Nabors
- 1967: Bob Benny
- 1968: Floyd Cramer
- 1969: B. J. Thomas
- 1969: Tammy Wynette
- 1971: Roy Black
- 1974: Don McLean
- 1979: The Persuasions
- 1992: Peter Hofmann
- 1994: Johnny Maestro & The Brooklyn Bridge
- 1995: Aaron Neville
- 2000: The Beegie Adair Trio
- 2001: Charlie Waller & The Country Gentlemen
- 2002: Helmut Lotti
- 2002: Mel Previte & Gangsters Of Love
- 2002: TPH
- 2005: Chris Clark
- 2007: Flemming Bamse Jørgensen
- 2010: Rudi Claase & Corlea Botha
- 2017: Jim James

Eine deutsche Version unter dem Titel Tränen in den Augen (deutscher Text: Hans Bradtke) erschien erstmals im Oktober 1955 von Wolfgang Sauer, die jedoch nicht in die Hitparaden kam. Bobby Solos deutsche Version erschien im Januar 1966 und erreichte Platz 16 in den deutschen Charts. Auch die deutsche Version wurde zahlreich gecovert, darunter etwa von Costa Cordalis und Roland Kaiser:
- 1954: Wolfgang Sauer & Herbert Beckh und das Tanzorchester des Bayerischen Rundfunks
- 1955: Willi Stanke & sein Tanzstreichorchester & Werner Schmah
- 1955: Rudi Palme
- 1965: Costa Cordalis
- 1966: Bobby Solo
- 1966: Bully Buhlan
- 1966: Gerhard Wendland & Die Cornel-Singers
- 1970: Bernd Nelson
- 1985: Roland Kaiser
- 1987: Gerhard Neef
- 2001: Die Paldauer
- 2002: Wolfgang Edenharder
- 2006: Cagey Strings
- 2007: Captain Cook und seine singenden Saxophone (Instrumental)
- 2008: Silvio d’Anza
- 2015: Silvio Samoni
- 2020: Ramon Roselly

Tommy Steiner veröffentlichte 1983 eine eigene Version unter dem Titel Fliegt ein Albatros nach Süden.
Zudem gab es weitere Versionen in unterschiedlichen Sprachen, unter anderem:
- 1953: Bibi Nyström: Klockorna i dalen (Schwedisch)
- 1953: Cacka Israelsson med Putte Wickmans Orkester: Klockorna i dalen (Schwedisch)
- 1953: Elsy Lindgren: Klockorna i dalen (Schwedisch)
- 1953: Nils Stödberg: Klockorna i dalen (Schwedisch)
- 1953: Raya Avellan & Yngve Stoor: Klockorna i dalen (Schwedisch)
- 1954: Eero Väre: Kappelin kellot (Finnisch)
- 1954: Gustav Winckler: Når kirkeklokken ringer (Dänisch)
- 1954: Karel Gott: Cesta rájem (Tschechisch)
- 1965: Pekka Loukiala: Kappelin kellot (Finnisch)
- 1965: Carl-Erik Thörn: Klockorna i dalen (Schwedisch)
- 1965: Bobby Solo: La casa del Signore (Italienisch)
- 1966: Milan Bačić: Na pragu tvoga doma  (Serbokroatisch)
- 1966: Lado Leskovar: Sam (Serbokroatisch)
- 1984: John Spencer: Ik zag jou tranen (Niederländisch)
- 1984: Ricky Gordon: Je zag me huilen in't kerkje (Niederländisch)
- 1989: Frederik: Kappelin kellot (Finnisch)
- 1989: Frank Michael: La casa del signor (Italienisch)